# Washington Redskins 1964
La stagione 1964 dei Washington Redskins è stata la 33ª della franchigia nella National Football League e la 28ª a Washington. Sotto la direzione del capo-allenatore Bill McPeak la squadra ebbe un record di 6-8, terminando quarta nella NFL Eastern e mancando i playoff per il 19º anno consecutivo. In questa stagione debuttò con i Redskins il quarterback Sonny Jurgensen, ottenuto in uno scambio con i Philadelphia Eagles, che sarebbe rimasto il titolare della squadra per un decennio.

## Calendario
| Stagione regolare |              |                        |           |        |                             |          |         |
| Turno             | Data         | Avversario             | Risultato | Record | Stadio                      | Pubblico | Sintesi |
| 1                 | 13 settembre | Cleveland Browns       | S 13–27   | 0–1    | DC Stadium                  | 47,577   | Recap   |
| 2                 | 20 settembre | at Dallas Cowboys      | S 18–24   | 0–2    | Cotton Bowl                 | 25,158   | Recap   |
| 3                 | 25 settembre | at New York Giants     | S 10–13   | 0–3    | Yankee Stadium              | 62,996   | Recap   |
| 4                 | 4 ottobre    | St. Louis Cardinals    | S 17–23   | 0–4    | DC Stadium                  | 49,219   | Recap   |
| 5                 | 11 ottobre   | Philadelphia Eagles    | V 35–20   | 1–4    | DC Stadium                  | 49,219   | Recap   |
| 6                 | 18 ottobre   | at St. Louis Cardinals | S 24–38   | 1–5    | Busch Stadium               | 23,748   | Recap   |
| 7                 | 25 ottobre   | Chicago Bears          | V 27–20   | 2–5    | DC Stadium                  | 49,219   | Recap   |
| 8                 | 1º novembre  | at Philadelphia Eagles | V 21–10   | 3–5    | Franklin Field              | 60,671   | Recap   |
| 9                 | 8 novembre   | at Cleveland Browns    | S 24–34   | 3–6    | Cleveland Municipal Stadium | 76,385   | Recap   |
| 10                | 15 novembre  | at Pittsburgh Steelers | V 30–0    | 4–6    | Pitt Stadium                | 31,587   | Recap   |
| 11                | 22 novembre  | Dallas Cowboys         | V 28–16   | 5–6    | DC Stadium                  | 49,219   | Recap   |
| 12                | 29 novembre  | New York Giants        | V 36–21   | 6–6    | DC Stadium                  | 49,219   | Recap   |
| 13                | 6 dicembre   | Pittsburgh Steelers    | S 7–14    | 6–7    | DC Stadium                  | 49,219   | Recap   |
| 14                | 13 dicembre  | at Baltimore Colts     | S 17–45   | 6–8    | Memorial Stadium            | 60,213   | Recap   |

Nota: gli avversari della propria division sono in grassetto.

## Classifiche
| NFL Eastern         |    |    |   |      |       |     |     |     |
|                     | V  | S  | P | %    | DIV   | PF  | PS  | STR |
| Cleveland Browns    | 10 | 3  | 1 | .769 | 9–2–1 | 415 | 293 | V1  |
| St. Louis Cardinals | 9  | 3  | 2 | .750 | 8–2–2 | 357 | 331 | V4  |
| Philadelphia Eagles | 6  | 8  | 0 | .429 | 6–6   | 312 | 313 | S1  |
| Washington Redskins | 6  | 8  | 0 | .429 | 5–7   | 307 | 305 | S2  |
| Dallas Cowboys      | 5  | 8  | 1 | .385 | 4–7–1 | 250 | 289 | V1  |
| Pittsburgh Steelers | 5  | 9  | 0 | .357 | 5–7   | 253 | 315 | S1  |
| New York Giants     | 2  | 10 | 2 | .167 | 2–8–2 | 241 | 399 | S4  |

Note: I pareggi non venivano conteggiati ai fini della classifica fino al 1972.